# Seana Kofoed
Seana Kofoed (Wilmette, 13 augustus 1970) is een Amerikaanse actrice.

## Biografie
Kofoed werd geboren in Wilmette en groeide op in Chicago. Zij doorliep de high school aan de New Trier High School in Illinois, hierna studeerde zij af aan de Northwestern-universiteit ook in Illinois. Hierna leerde zij het acteren aan de Royal National Theatre in Londen. Haar acteercarrière begon in lokale theaters in Chicago, later verhuisde zij naar New York voor haar acteercarrière op televisie.
Kofoed begon in 1999 met acteren op televisie in de televisieserie Third Watch, waarna zij nog meerdere rollen speelde in televisieseries en films. Zij is vooral bekend van haar rol als Jane in de televisieserie Men in Trees waar zij in 23 afleveringen speelde (2006-2008).

## Filmografie

### Films
Uitgezonderd korte films.
- 2018 30 Miles from Nowhere - als Elaine
- 2013 Life of Crime - als Kay
- 2006 Just a Phase - als Hannah
- 2005 It's About Time - als Sara
- 2004 Humor Me - als Denise Fome
- 2000 The Audrey Hepburn Story - als Kay Kendall

### Televisieseries
Uitgezonderd eenmalige gastrollen.
- 2021-2022 NCIS: Hawaiʻi - als medisch onderzoekster Carla Chase - 15 afl.
- 2019-2022 Claws - als Gretch - 5 afl.
- 2020 Stumptown - als DDA Valerie Kasra - 2 afl.
- 2019 American Princess - als Maggie - 10 afl.
- 2016 Borderline Talent - als Jess - 6 afl.
- 2014 The Young and the Restless - als Madame Isadora - 3 afl.
- 2012 Electric City - als mrs. Bean - 10 afl.
- 2010 Donna's Revenge - als Donna - 8 afl.
- 2010 Vamped Out - als Marie - 4 afl.
- 2010 FlashForward - als Charlene Collins - 2 afl.
- 2006-2008 Men in Trees - als Jane Burns - 23 afl.
- 2004 Windy Acres - als Stephanie Burns - 7 afl.

- Gemeinsame Normdatei: 1219104817
- Virtual International Authority File: 9748160245377352640002
- WorldCat: E39PBJpPCKCcBBmbC3pJ4PFR8C